# の
の en hiragana ou ノ en katakana sont deux kanas, caractères japonais qui représentent la même more. Ils sont prononcés /no/ et occupent la 25e place de leur syllabaire respectif, entre ね et は.

## Origine
L'hiragana の et le katakana ノ proviennent, via les man'yōgana, du kanji 乃 (ja).

## Romanisation
Selon les systèmes de romanisation Hepburn, Kunrei et Nihon, の et ノ se romanisent en « no ».

## Tracé
L'hiragana の s'écrit en un seul trait.

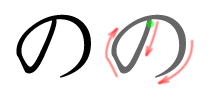
Ordre des traits pour の.

1. Trait débutant diagonalement, de droite à gauche, puis formant une large boucle.

Le katakana ノ s'écrit en un seul trait.

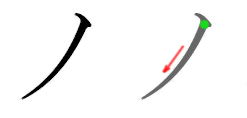
Ordre des traits pour ノ.

1. Trait diagonal, tracé de droite à gauche et de haut en bas.

## Représentation informatique
- Unicode[1],[2] :
  - の : U+306E
  - ノ : U+30CE